# Stade de Silésie
Le stade de Silésie (en polonais : Stadion Śląski) est un stade omnisports situé dans le parc régional de culture et de loisirs de Silésie à Chorzów en Pologne. Il accueille régulièrement des concerts ou des manifestations sportives (football, speedway, athlétisme).
Il a été choisi en tant que stade de réserve pour l'Euro 2012, puis retiré de la liste le 13 mai 2009.

## Histoire
Il a été décidé de construire le Stade de Silésie en 1950. Julian Stefan Brzuchowski a alors été choisi comme architecte. Ce stade fut achevé en 1956, en même temps que le Stadion Dziesięciolecia à Varsovie. Le 22 juillet, le Stade de Silésie accueille le premier match de son histoire, opposant en amical la Pologne à l'Allemagne de l'Est (2-0 pour les Allemands). L'éclairage fut installé trois ans plus tard, en 1959.
Initialement destiné à accueillir 87 000 personnes, les affluences affichaient régulièrement entre 90 000 et 100 000 personnes. Le 18 septembre 1963, près de 120 000 spectateurs viennent assister à un match de Coupe d'Europe, entre le Górnik Zabrze et l'Austria Vienne (1-0). C'est à ce jour la plus forte affluence de l'histoire de l'enceinte.
Après la mise en place de nouvelles règles renforçant la sécurité dans les stades, la capacité du Stadion Śląski est fortement réduite.
En 1993, le stade est désigné pour recevoir les matches officiels de l'équipe nationale. Durant cette décennie, toutes les places deviennent assises, réduisant la capacité à 47 202 places.

### Rénovation
Le Stade de Silésie a été profondément modernisé, initialement pour accueillir le Championnat d'Europe de football 2012, avec l'ajout d'un toit et l'augmentation de la capacité à 55 200 places. Une nouvelle tribune d'ouest a été réalisée, mais aussi un toit à la superficie de 43 000 mètres carrés, qui est la plus grande couverture de stade à l'échelle mondiale. Le stade a conservé sa piste d'athlétisme, qui a les meilleurs standards et qualités de l'IAAF, afin de pallier un manque dû à l'absence de piste autour de la pelouse du stade national de Varsovie.
Le 28 octobre 2009, les travaux ont été officiellement lancés,. Assurés par Hochtief Polska Sp. z o.o., ils devaient coûter près de 465 millions de złotych. À cause de problèmes techniques, la modernisation du stade avait été retardée. Finalement, le stade a rouvert ses portes le 1er octobre 2017.

## Évènements
- Speedway World Championship, 1973, 1974, 1976, 1978, 1979, 1981, 1986
- Speedway Grand Prix of Europe, 2002 et 2003
- Relais mondiaux 2021
- Championnats d'Europe d'athlétisme par équipes 2021
- Championnats d'Europe d'athlétisme par équipes 2023
- Championnats d'Europe d'athlétisme 2028

### Concerts
Le Stade de Silésie a entre autres accueilli les concerts de Iron Maiden, The Rolling Stones, AC/DC ou Slipknot.
Le 5 juillet 2005, U2 y a rassemblé plus de 80 000 fans. Cette année, Linkin Park, Pearl Jam, Genesis et les Red Hot Chili Peppers y sont venus pour se représenter.

## Galerie

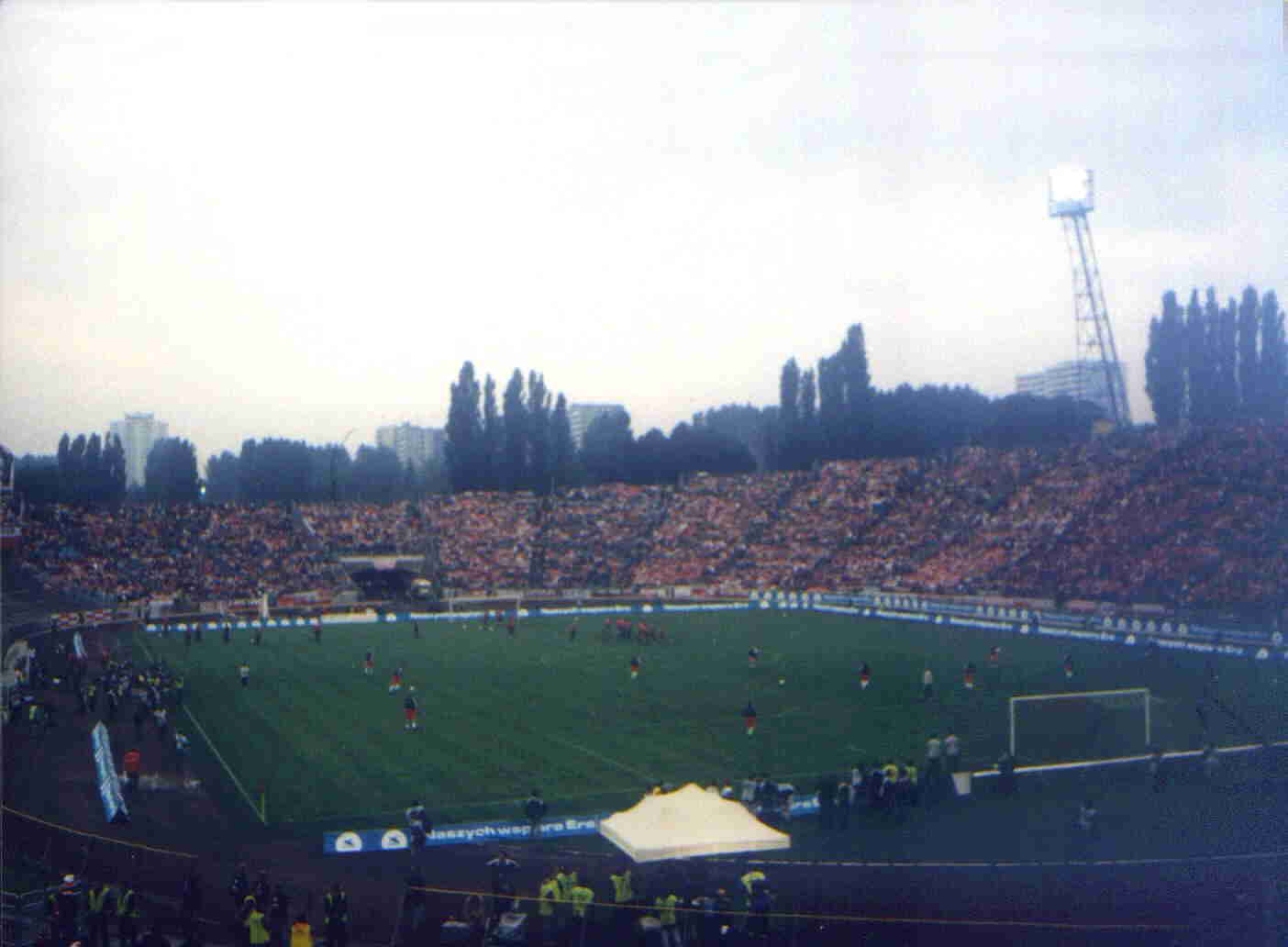
Pologne-Norvège (2001).
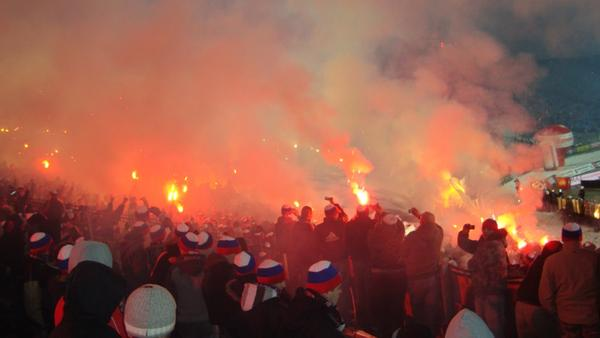
Supporters.
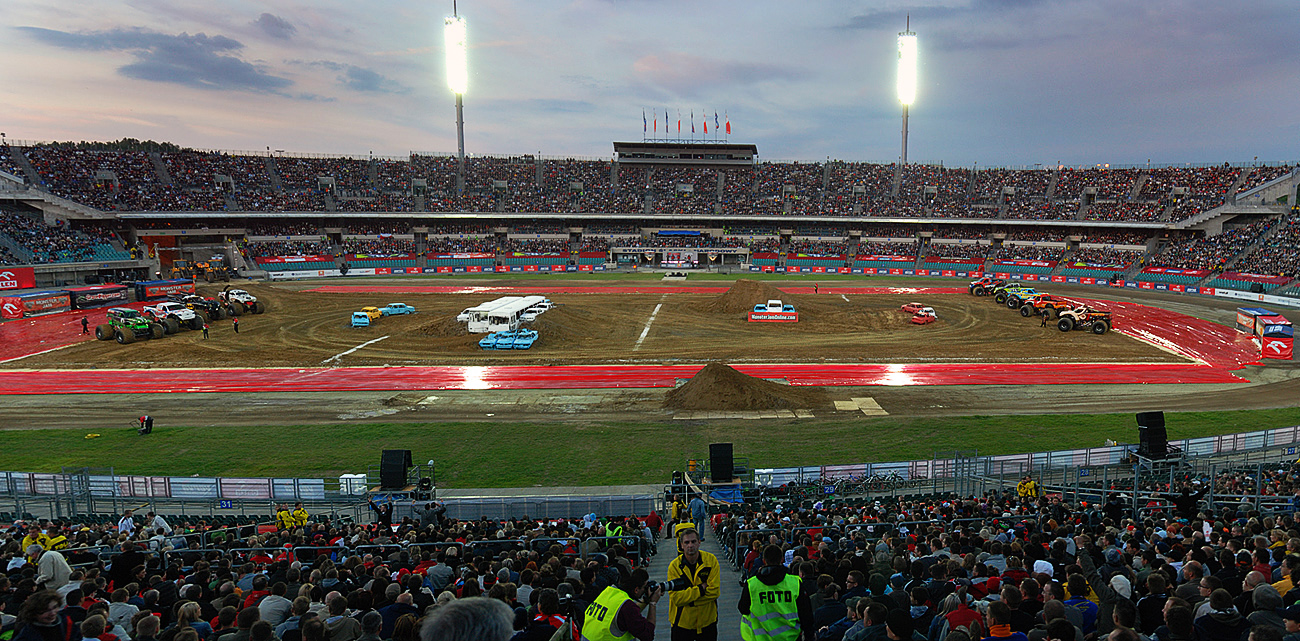
Monster Jam.
Ancien logo.